# Serbisk ära
Serbisk ära (serbiska: Српска част/Srpska čast) är en ryskstödd serbisk ultranationalistisk, russofilisk, irredentistisk och islamofobisk paramilitär organisation i Serbiska republiken och Bosnien och Hercegovina. Den stödjer president Milorad Dodik.

## Ledarskap
En av organisationens ledare, Bojan Stojković, är en före detta serbisk fallskärmsjägare.